# Bø (Nordland)
Pour les articles homonymes, voir Bø.
Bø est une kommune de Norvège. Elle est située dans le comté de Nordland.

## Description
La municipalité comprend la partie sud-ouest de Langøya, ainsi que 438 petites îles, îlots et récifs environnants. Elle est la municipalité la plus à l'ouest de l'archipel de Vesterålen.Le chef-lieu de la commune est le village de Straume.

## Îles
- Gaukværøya
- Litløya
- Frugga

## Réserves naturelles
- Réserve naturelle de Frugga
- Réserve naturelle de Hongværet/Galtholmen
- Réserve naturelle de Nyke/Tussen
- Réserve naturelle de Nykvåg/Nykan
- Réserve naturelle de Straume

## Localités
- Auvåg ;
- Bø (68° 37′ 00″ N, 14° 27′ 00″ E)
- Eide (68° 44′ 00″ N, 14° 35′ 00″ E)
- Fjærvoll (68° 39′ 00″ N, 14° 27′ 00″ E)
- Føre (68° 40′ 00″ N, 14° 28′ 00″ E)
- Forøya
- Gimstad (68° 38′ 00″ N, 14° 27′ 00″ E)
- Guvåg (68° 40′ 00″ N, 14° 45′ 00″ E)
- Hovden (68° 49′ 00″ N, 14° 33′ 00″ E)
- Husvågen (68° 43′ 00″ N, 14° 32′ 00″ E)
- Klakksjorda
- Kråkberget (68° 46′ 00″ N, 14° 42′ 00″ E)
- Kvernfjorden (68° 42′ 00″ N, 14° 43′ 00″ E)
- Mårsund (68° 36′ 00″ N, 14° 31′ 00″ E)
- Møkland (68° 46′ 00″ N, 14° 41′ 00″ E)
- Nykvåg (68° 46′ 27″ N, 14° 28′ 54″ E)
- Ramberg (68° 38′ 00″ N, 14° 37′ 00″ E)
- Ringstad
- Rise (68° 44′ 00″ N, 14° 36′ 00″ E)
- Røsnes
- Skårvågen (68° 41′ 00″ N, 14° 25′ 00″ E)
- Søberg (68° 40′ 00″ N, 14° 25′ 00″ E)
- Straume (68° 41′ 00″ N, 14° 28′ 00″ E)
- Straumsnes (68° 39′ 00″ N, 14° 38′ 00″ E)
- Sund (68° 45′ 00″ N, 14° 38′ 00″ E)
- Utskor (68° 48′ 00″ N, 14° 38′ 00″ E)